# Lie-Algebra
Eine Lie-Algebra (auch Liesche Algebra), benannt nach Sophus Lie, ist eine algebraische Struktur, die mit einer Lie-Klammer versehen ist, d. h., es existiert eine antisymmetrische Verknüpfung, die die Jacobi-Identität erfüllt. Lie-Algebren werden hauptsächlich zum Studium geometrischer Objekte wie Lie-Gruppen und differenzierbarer Mannigfaltigkeiten eingesetzt.
Eine Verallgemeinerung des Begriffs ist das Lie-Algebroid.

## Definition
Eine Lie-Algebra ist ein Vektorraum {\displaystyle {\mathfrak {g}}} über einem Körper {\displaystyle K}
zusammen mit einer inneren Verknüpfung
{\displaystyle [\cdot ,\cdot ]\colon {\mathfrak {g}}\times {\mathfrak {g}}\rightarrow {\mathfrak {g}},\quad (x,y)\mapsto [x,y],}
welche Lie-Klammer genannt wird und den folgenden Bedingungen genügt:
- Sie ist bilinear, das heißt linear in beiden Argumenten. Es gilt somit {\displaystyle [ax+by,z]=a[x,z]+b[y,z]} und {\displaystyle [z,ax+by]=a[z,x]+b[z,y]} für alle {\displaystyle a,b\in K} und alle {\displaystyle x,y,z\in {\mathfrak {g}}}.
- Sie genügt der Jacobi-Identität. Die Jacobi-Identität lautet: {\displaystyle [x,[y,z]]+[y,[z,x]]+[z,[x,y]]=0} gilt für alle {\displaystyle x,y,z\in {\mathfrak {g}}}.
- Es gilt {\displaystyle [x,x]=0} für alle {\displaystyle x\in {\mathfrak {g}}}.

Die erste und dritte Eigenschaft implizieren zusammengenommen die Antisymmetrie {\displaystyle [x,y]=-[y,x]} für alle {\displaystyle x,y\in {\mathfrak {g}}}.
Wenn der Körper {\displaystyle K} nicht Charakteristik 2 hat, so kann man aus der Antisymmetrie alleine wieder die dritte Eigenschaft herleiten (man wähle {\displaystyle y=x}).
Lie-Klammern sind im Allgemeinen nicht assoziativ: {\displaystyle [[x,y],z]} muss nicht gleich {\displaystyle [x,[y,z]]} sein. Jedoch gilt für Lie-Klammern immer das Flexibilitätsgesetz {\displaystyle [[x,y],x]=[x,[y,x]]}.
Anstelle eines Körpers und eines Vektorraums lässt sich eine Lie-Algebra allgemeiner für einen kommutativen unitären Ring definieren.

## Beispiele

### Aus der Algebra
- Der Vektorraum {\displaystyle \mathbb {R} ^{3}} bildet eine Lie-Algebra, wenn man die Lie-Klammer als das Kreuzprodukt definiert.
- Die allgemeine lineare Lie-Algebra {\displaystyle {\mathfrak {gl}}(V)} für einen {\displaystyle K}-Vektorraum {\displaystyle V} ist die Lie-Algebra der Endomorphismen von {\displaystyle V} mit dem Kommutator

{\displaystyle [A,B]=AB-BA}
als Lie-Klammer. Ist speziell {\displaystyle V=K^{n}}, so schreibt man {\displaystyle {\mathfrak {gl}}_{n}(K)} oder {\displaystyle {\mathfrak {gl}}(n,K)} statt {\displaystyle {\mathfrak {gl}}(V)}.
- Die Endomorphismen mit Spur {\displaystyle 0} in {\displaystyle {\mathfrak {gl}}(V)} bilden ebenfalls eine Lie-Algebra. Sie heißt „spezielle lineare Lie-Algebra“ und wird mit {\displaystyle {\mathfrak {sl}}(V)} bzw. {\displaystyle {\mathfrak {sl}}_{n}(K)} bezeichnet. Diese Benennung leitet sich aus der Lie-Gruppe {\displaystyle {\rm {SL}}(n,\mathbb {R} )} aller {\displaystyle (n\times n)}-Matrizen mit reellen Elementen und Determinante 1 ab, denn der Tangentialraum der Einheitsmatrix kann mit dem Raum aller reellen {\displaystyle (n\times n)}-Matrizen mit Spur 0 identifiziert werden, und die Matrizenmultiplikation der Lie-Gruppe liefert über den Kommutator die Lie-Klammer der Lie-Algebra.
- Allgemeiner kann man jede assoziative Algebra {\displaystyle A} zu einer Lie-Algebra machen, indem man als Lie-Klammer den Kommutator

{\displaystyle [x,y]=x\cdot y-y\cdot x}
wählt. Umgekehrt kann man zeigen, dass sich jede Lie-Algebra als eingebettet in eine assoziative Algebra mit einem Kommutator auffassen lässt, die sogenannte universelle einhüllende Algebra.
- Die Derivationen auf einer (nicht notwendig assoziativen) Algebra werden mit der Kommutatorklammer zu einer Lie-Algebra.

### Aus der Physik
In der Physik sind die Lie-Gruppen {\displaystyle \mathrm {SO} (n)} beziehungsweise {\displaystyle \mathrm {SU} (n)} wichtig, da sie Drehungen des reellen bzw. komplexen Raumes in {\displaystyle n} Dimensionen beschreiben. Beispielsweise lautet die Kommutatorrelation der der speziellen orthogonalen Gruppe {\displaystyle \mathrm {SO} (3)} zugrundeliegenden Lie-Algebra {\displaystyle {\mathfrak {so}}(3)}
{\displaystyle [L_{i},L_{j}]=-\sum _{k=1}^{3}\varepsilon _{ijk}L_{k}}
in der Basis der drei {\displaystyle 3\times 3}-Matrizen
{\displaystyle (L_{i})_{jk}=\varepsilon _{ijk}}
wobei {\displaystyle \varepsilon } das Levi-Civita-Symbol bezeichnet. Durch Anwenden des Matrixexponentials auf die Generatoren erhält man die drei Koordinatentransformationen für Drehungen um die Koordinatenachsen
{\displaystyle R_{i}=\exp \left(\theta L_{i}\right)}.
Allgemein lässt sich jedes Element der Lie-Gruppe {\displaystyle \mathrm {SO} (3)} und somit jede beliebige Rotation im dreidimensionalen reellen Raum durch das Exponential einer Linearkombination von Basisvektoren der Lie-Algebra {\displaystyle {\mathfrak {so}}(3)}
{\displaystyle R=\exp \left(\sum _{i=1}^{3}\theta _{i}L_{i}\right)}
darstellen.

### Glatte Vektorfelder
Die glatten Vektorfelder auf einer differenzierbaren Mannigfaltigkeit bilden eine unendlichdimensionale Lie-Algebra. Die Vektorfelder operieren als Lie-Ableitung auf dem Ring der glatten Funktionen.
Seien {\displaystyle X,Y} zwei glatte Vektorfelder und {\displaystyle f} eine glatte Funktion.
Wir definieren die Lie-Klammer durch
{\displaystyle \ [X,Y]f:=X(Yf)-Y(Xf)}.

### Lie-Algebra einer Lie-Gruppe
Der Vektorraum der linksinvarianten Vektorfelder auf einer Lie-Gruppe ist unter dieser Kommutatoroperation abgeschlossen und bildet eine endlichdimensionale Lie-Algebra.

### Glatte Funktionen mit der Poisson-Klammer
Die glatten Funktionen auf einer symplektischen Mannigfaltigkeit bilden mit der Poisson-Klammer eine Lie-Algebra. Vergleiche Poisson-Mannigfaltigkeit.

### Konstruktionen
Aus gegebenen Lie-Algebren kann man neue konstruieren, siehe dazu
- Affine Lie-Algebra
- Semidirekte Summe

## Homomorphismus
Seien {\displaystyle {\mathfrak {g}}} und {\displaystyle {\mathfrak {h}}} zwei Lie-Algebren. Eine lineare Abbildung {\displaystyle \varphi \colon {\mathfrak {g}}\longrightarrow {\mathfrak {h}}} heißt Lie-Algebra-Homomorphismus, wenn {\displaystyle [\varphi (x),\varphi (y)]=\varphi ([x,y])} für alle {\displaystyle x,y\in {\mathfrak {g}}} gilt.
In der Kategorie der Lie-Algebren sind die Lie-Algebren die Objekte und die Lie-Algebra-Homomorphismen die Pfeile.

## Unteralgebra

### Definition
Eine Unteralgebra einer Lie-Algebra {\displaystyle {\mathfrak {g}}} ist ein Untervektorraum {\displaystyle {\mathfrak {h}}\subseteq {\mathfrak {g}}}, der abgeschlossen unter der Lie-Klammer ist. Das heißt, für alle {\displaystyle x,y\in {\mathfrak {h}}} gilt
{\displaystyle [x,y]\in {\mathfrak {h}}}. Eine Unteralgebra einer Lie-Algebra ist selbst eine Lie-Algebra.

### Ideal
Eine Unteralgebra {\displaystyle {\mathfrak {i}}\subseteq {\mathfrak {g}}} heißt Ideal, wenn {\displaystyle [x,y]\in {\mathfrak {i}}} für alle {\displaystyle x\in {\mathfrak {g}}} und {\displaystyle y\in {\mathfrak {i}}} gilt.
Die Ideale sind genau die Kerne der Lie-Algebra-Homomorphismen.
Auf dem Quotientenraum {\displaystyle {\mathfrak {g}}/{\mathfrak {i}}} wird durch {\displaystyle [x+{\mathfrak {i}},y+{\mathfrak {i}}]:=[x,y]+{\mathfrak {i}}} eine Lie-Algebra definiert, die Quotienten-Algebra. Dabei sind {\displaystyle x,y\in {\mathfrak {g}}}.

### Satz von Ado
Der Satz von Ado (nach dem russischen Mathematiker Igor Dmitrijewitsch Ado) besagt, dass jede endlichdimensionale Lie-Algebra über einem Körper {\displaystyle K} mit Charakteristik {\displaystyle 0} isomorph zu einer Unteralgebra der {\displaystyle {\mathfrak {gl}}_{n}(K)} für ein genügend großes {\displaystyle n} ist. Das heißt, man kann jede endlichdimensionale komplexe Lie-Algebra als eine Lie-Algebra von Matrizen darstellen.
Allgemeiner lässt sich zeigen, dass diese Aussage auch für Körper mit beliebiger Charakteristik gültig bleibt. Dieser Satz wurde 1948 von Kenkichi Iwasawa bewiesen und wird daher auch oft als Satz von Ado-Iwasawa bezeichnet.

## Typen von Lie-Algebren

### Abelsche Lie-Algebra
Eine Lie-Algebra ist abelsch, wenn die Lie-Klammer identisch null ist.
Jeder Vektorraum bildet eine abelsche Lie-Algebra, wenn man jede Lie-Klammer als Null definiert.

### Nilpotente Lie-Algebra

#### Definition
Sei {\displaystyle {\mathfrak {g}}} eine Lie-Algebra. Eine absteigende Zentralreihe wird durch
{\displaystyle {\mathcal {C}}^{0}{\mathfrak {g}}={\mathfrak {g}},\;\;\;{\mathcal {C}}^{1}{\mathfrak {g}}=[{\mathfrak {g}},{\mathfrak {g}}],\;\;\;{\mathcal {C}}^{2}{\mathfrak {g}}=[{\mathfrak {g}},{\mathcal {C}}^{1}{\mathfrak {g}}],}
allgemein
{\displaystyle {\mathcal {C}}^{n+1}{\mathfrak {g}}=[{\mathfrak {g}},{\mathcal {C}}^{n}{\mathfrak {g}}]}
definiert. Gelegentlich wird sie auch {\displaystyle {\mathfrak {g}}^{n}} geschrieben.
Eine Lie-Algebra heißt nilpotent, wenn ihre absteigende Zentralreihe null wird, das heißt, {\displaystyle {\mathcal {C}}^{N}{\mathfrak {g}}=\{0\}} für einen Index {\displaystyle N} gilt.

#### Satz von Engel
Sei {\displaystyle {\mathfrak {g}}} eine endlichdimensionale komplexe Lie-Algebra, dann sind die beiden folgenden Aussagen äquivalent:
1. Die Lie-Algebra {\displaystyle {\mathfrak {g}}} ist nilpotent.
2. Für jedes {\displaystyle x\in {\mathfrak {g}}} ist {\displaystyle {\rm {ad}}(x)\colon {\mathfrak {g}}\rightarrow {\mathfrak {g}},\ y\mapsto [x,y]} eine nilpotente lineare Abbildung.

Dieser Satz ist nach dem Mathematiker Friedrich Engel benannt.

### Auflösbare Lie-Algebra
Sei {\displaystyle {\mathfrak {g}}} eine Lie-Algebra. Wir definieren die abgeleitete (oder derivierte) Reihe durch:
{\displaystyle {\mathcal {D}}^{0}{\mathfrak {g}}={\mathfrak {g}},\;\;\;{\mathcal {D}}{\mathfrak {g}}=[{\mathfrak {g}},{\mathfrak {g}}],\;\;\;{\mathcal {D}}^{2}{\mathfrak {g}}=[{\mathcal {D}}{\mathfrak {g}},{\mathcal {D}}{\mathfrak {g}}]}, allgemein {\displaystyle {\mathcal {D}}^{n+1}{\mathfrak {g}}=[{\mathcal {D}}^{n}{\mathfrak {g}},{\mathcal {D}}^{n}{\mathfrak {g}}]}.
Die abgeleitete Reihe wird gelegentlich auch {\displaystyle {\mathfrak {g}}^{(n)}} o. ä. geschrieben.
Eine Lie-Algebra heißt auflösbar, wenn ihre abgeleitete Reihe schließlich null wird, d. h. {\displaystyle {\mathcal {D}}^{N}{\mathfrak {g}}=\{0\}} für große {\displaystyle N}. Das Cartan-Kriterium ist für den Fall der Charakteristik 0 des Grundkörpers eine äquivalente Bedingung. Aus dem Satz von Lie ergeben sich Eigenschaften endlichdimensionaler, auflösbarer, komplexer Lie-Algebren.
Eine maximale auflösbare Unteralgebra heißt Borel-Unteralgebra.
Das größte auflösbare Ideal in einer endlichdimensionalen Lie-Algebra ist die Summe aller auflösbaren Ideale und wird das Radikal der Lie-Algebra genannt.

### Einfache Lie-Algebra
Eine Lie-Algebra heißt einfach, wenn sie kein nicht-triviales Ideal hat
und nicht abelsch ist.
Bei den Lie-Algebren wird Einfachheit abweichend verwendet. Dies kann zu Verwirrungen führen. Wenn man eine Lie-Algebra als algebraische Struktur auffasst, so ist die Forderung, dass sie nicht abelsch sein darf, unnatürlich.

### Halbeinfache Lie-Algebra
Eine Lie-Algebra {\displaystyle {\mathfrak {g}}} heißt halbeinfach, wenn sie die direkte Summe von einfachen Lie-Algebren ist.
Für eine endlichdimensionale Lie-Algebra {\displaystyle {\mathfrak {g}}} sind die folgenden Aussagen äquivalent:
1. {\displaystyle {\mathfrak {g}}} ist halbeinfach.
2. Das Radikal von {\displaystyle {\mathfrak {g}}} verschwindet, d. h., es gibt keine nichttrivialen auflösbaren Ideale.
3. Cartan-Kriterium: Die Killing-Form: {\displaystyle \ k(u,v)={\rm {tr}}({\rm {ad}}(u)\circ {\rm {ad}}(v))} ist nicht entartet ({\displaystyle {\rm {tr}}} bezeichnet die Spur von Endomorphismen).

#### Satz von Weyl
Sei {\displaystyle {\mathfrak {g}}} eine halbeinfache, endlichdimensionale, komplexe Lie-Algebra, dann ist jede endlichdimensionale Darstellung von {\displaystyle {\mathfrak {g}}} vollständig reduzibel, also als direkte Summe irreduzibler Darstellungen zerlegbar. Der Satz ist nach Hermann Weyl benannt.

#### Zerlegung
Halbeinfache Lie-Algebren haben eine Zerlegung
{\displaystyle {\mathfrak {g}}={\mathfrak {h}}\oplus \bigoplus _{\alpha }{\mathfrak {g}}_{\alpha }}
in eine Cartan-Unteralgebra {\displaystyle {\mathfrak {h}}} und Wurzelräume {\displaystyle {\mathfrak {g}}_{\alpha }}, siehe Wurzelsystem#Lie-Algebren.

#### Klassifikation
Halbeinfache komplexe Lie-Algebren können anhand ihrer Wurzelsysteme klassifiziert werden; diese Klassifikation wurde 1900 von Élie Cartan abgeschlossen.

### Reduktive Lie-Algebra
Eine Lie-Algebra {\displaystyle {\mathfrak {g}}} heißt reduktiv, wenn
{\displaystyle {\mathfrak {g}}={\mathfrak {z}}({\mathfrak {g}})\oplus \left[{\mathfrak {g}},{\mathfrak {g}}\right]}
mit dem Zentrum der Lie-Algebra
{\displaystyle {\mathfrak {z}}({\mathfrak {g}})=\left\{X\in {\mathfrak {g}}:\left[X,Y\right]=0\ \forall \ Y\in {\mathfrak {g}}\right\}}
gilt. In diesem Fall ist {\displaystyle \left[{\mathfrak {g}},{\mathfrak {g}}\right]} eine halbeinfache Lie-Algebra.
Eine Lie-Algebra ist genau dann reduktiv, wenn jede endlich-dimensionale Darstellung vollständig reduzibel ist. Insbesondere sind halbeinfache Lie-Algebren nach dem Satz von Weyl reduktiv.

### Reelle Lie-Algebren
Eine Auswahl reeller Lie-Algebren:
1. eindimensionale: {\displaystyle \mathbb {R} } mit {\displaystyle [\cdot ,\cdot ]\equiv 0}
2. Es gibt genau zwei Isomorphieklassen von zweidimensionalen reellen Lie-Algebren, und zwar {\displaystyle \mathbb {R} ^{2}} mit {\displaystyle [\cdot ,\cdot ]\equiv 0}, sowie mit {\displaystyle [\cdot ,\cdot ]\not \equiv 0}.
3. dreidimensionale:
  1. {\displaystyle \mathbb {R} ^{3}}
  2. Heisenberg-Algebra
  3. {\displaystyle {\mathfrak {su}}(2)\cong {\mathfrak {so}}(3,\mathbb {R} )}
  4. {\displaystyle {\mathfrak {sl}}(2,\mathbb {R} )}
4. sechsdimensionale: {\displaystyle {\mathfrak {sl}}(2,\mathbb {C} )} {\displaystyle \cong {\mathfrak {so}}(3,1)}